# 法默斯里特里特 (印地安納州)
法默斯里特里特（英語：Farmers Retreat）是位於美國印地安納州迪爾伯恩縣的一個非建制地區。該地的面積和人口皆未知。

## 地理
法默斯里特里特的座標為38°58′35″N 85°06′08″W / 38.97639°N 85.10222°W，而該地的平均海拔高度為268米（即879英尺）。